# República Popular China en los Juegos Olímpicos de Pekín 2022
La República Popular China estuvo representada en los Juegos Olímpicos de Pekín 2022 por un total de 174 deportistas que competirán en 15 deportes. Responsable del equipo olímpico es el Comité Olímpico Chino, así como las federaciones deportivas nacionales de cada deporte con participación.
Los portadores de la bandera en la ceremonia de apertura fueron el patinador de velocidad Gao Tingyu y la piloto de skeleton Zhao Dan.

## Medallistas
El equipo olímpico chino obtuvo las siguientes medallas:
| Nombre                                         | Deporte                              | Competición                  |
| ---------------------------------------------- | ------------------------------------ | ---------------------------- |
| Oro                                            |                                      |                              |
| Qi Guangpu                                     | Esquí acrobático                     | Salto aéreo M                |
| Eileen Gu                                      | Esquí acrobático                     | Halfpipe F                   |
| Eileen Gu                                      | Esquí acrobático                     | Big air F                    |
| Xu Mengtao                                     | Esquí acrobático                     | Salto aéreo F                |
| Sui Wenjing Han Cong                           | Patinaje artístico                   | Parejas                      |
| Gao Tingyu                                     | Patinaje de velocidad                | 500 m M                      |
| Ren Ziwei                                      | Patinaje de velocidad en pista corta | 1000 m M                     |
| Qu Chunyu Fan Kexin Wu Dajing Ren Ziwei        | Patinaje de velocidad en pista corta | Relevo mixto                 |
| Su Yiming                                      | Snowboard                            | Big air M                    |
| Plata                                          |                                      |                              |
| Eileen Gu                                      | Esquí acrobático                     | Slopestyle F                 |
| Xu Mengtao Jia Zongyang Qi Guangpu             | Esquí acrobático                     | Salto aéreo por equipo mixto |
| Li Wenlong                                     | Patinaje de velocidad en pista corta | 1000 m M                     |
| Su Yiming                                      | Snowboard                            | Slopestyle M                 |
| Bronce                                         |                                      |                              |
| Qu Chunyu Zhnga Chutong Fan Kexin Zhang Yuting | Patinaje de velocidad en pista corta | Relevo F                     |
| Yan Wengang                                    | Skeleton                             | Individual M                 |